# ليغاز كوأ-بوتيرات
ليغاز كوأ-بوتيرات (بالإنجليزية: Butyrate—CoA ligase)‏ ويُعرف كذلك باسم ليغاز الغريب الحيوي/ الحمض الدهني متوسط السلسلة (XM-ligase) هو إنزيم (
ر.ت.إ

6.2.1.2

) يُحفز التفاعل التالي:
ATP + حمض كربوكسيلي + كوأ {\displaystyle \rightleftharpoons } أدينوسين أحادي الفوسفات + ثنائي فوسفات + أسيل-كوأ
لهذا الإنزيم ثلاث ركائز: ATP  وحمض كربوكسيلي وكوأ وثلاث نواتج: أدينوسين أحادي الفوسفات (AMP) وثنائي الفوسفات وأسيل-كوأ.
ينتمي هذا الإنزيم إلى عائلة الليغازات وبالتحديد ليغازات روابط الكربون-كبريت مثل ليغازات حمض-ثيول. يشارك هذا الحمض في قرن [الإنجليزية](ربط) الغليسين بالمواد الغريبة الحيوية. وفي استقلاب حمض البوتيريك.

## التسميات النظامية
التسمية النظامية لفئة هذا الإنزيم هي: ليغاز بوتانوات: كوأ (المكون لـAMP) وهنالك أسماء أخرى منها:
- مخلقة بوتيريل-كوأ، ثيوكيناز الحمض الدهني (سلسلة متوسطة)
- الإنزيم المنشط للأسيل، تطويل الحمض الدهني
- الإنزيم المنشط للحمض الدهني
- مخلقة أسيل مرافق الإنزيم أ الدهني
- مخلقة أسيل متوسط السلسلة-كوأ
- مخلقة بوتيريل- مرافق الإنزيم أ
- ليغاز L-(+)-3-هيدروكسي بوتيريل كوأ
- ليغاز الغريب الحيوي/ الحمض الدهني متوسط السلسلة
- مخلقة أسيل قصير السلسلة-كوأ.

## البروتينات البشرية التي تحتوي على هذا النطاق
- ACSM1
- ACSM2A
- ACSM2B
- ACSM3
- ACSM4
- ACSM5
- ACSM6